# Midszypmen

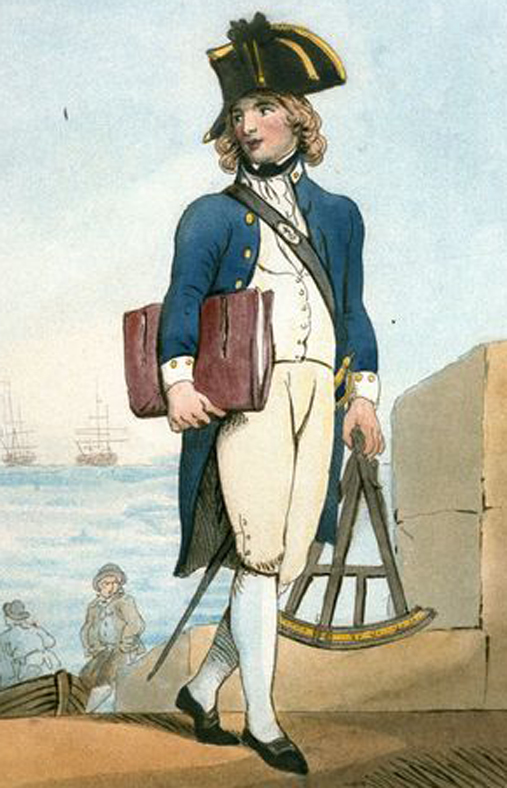
Midszypmen marynarki brytyjskiej (ok. 1799)

Midszypmen (ang. midshipman, ros. мичман miczman, niem. Fahnenjunker) – najniższy stopień oficerski w niektórych marynarkach wojennych, odpowiednik podchorążego. 
Istniejący dotychczas w brytyjskiej Royal Navy, United States Navy i w wielu krajach dawnej Wspólnoty Brytyjskiej. Nazwa pochodzi od śródokręcia (amidship), gdzie w XVIII wieku znajdowały się pomieszczenia midszypmenów (oficerowie mieszkali na rufie, podoficerowie na dziobie okrętu). Od XIX wieku midszypmeni Royal Navy i US Navy mogli po 3-miesięcznej praktyce przystąpić do egzaminu na podporucznika. W dzisiejszych marynarkach wojennych midszypmenów zastępują kandydaci na oficerów (naval cadet lub naval apprentice).
W Marynarce Wojennej Imperium Rosyjskiego na stopień miczmana początkowo awansowano z podoficerskiego stopnia zwanego gardemarynem (гардемарин) wraz z ukończeniem kilkuletnich studiów w Korpusie Morskim w Petersburgu. Po kompletnej klęsce floty rosyjskiej na Dalekim Wschodzie podczas wojny z Japonią (1904–1905), wprowadzono po ukończeniu studiów 3-miesięczną praktykę na okrętach, zakończoną dodatkowym egzaminem admiralskim na miczmana. We flocie ZSRR miczman stał się najwyższym stopniem podoficerskim.